# Plan (Zeitschrift)
Plan (eigene Schreibweise: PLAN) gilt als eine der wichtigsten Literatur- und Kulturzeitschriften, die nach dem Zweiten Weltkrieg in Österreich gegründet wurden. Obwohl die Zeitschrift nur von Oktober 1945 bis Anfang 1948 mit insgesamt 18 Heften in 2 Jahrgängen bestand (mit Ausnahme von drei Heften, die bereits 1938 entstanden), nimmt sie einen besonderen Platz in der österreichischen Literaturgeschichte ein. Hier finden sich z. B. die Debüts von Ilse Aichinger, Friederike Mayröcker, Milo Dor und Hans Heinz Hahnl. Auch Paul Celan veröffentlichte im letzten Heft einige Gedichte.

## Geschichte
Der Herausgeber Otto Basil (1901–1983) und seine Redaktion machten das österreichische Publikum mit Kunstströmungen bekannt, die im Nationalsozialismus verboten waren, vor allem dem Surrealismus. Künstler wie Ernst Fuchs, Edgar Jené, Fritz Wotruba, Susanne Wenger und Albert Paris Gütersloh wurden abgedruckt.
Der Plan ist gekennzeichnet vom Bemühen um eine bessere Zukunft, ohne die Auseinandersetzung mit der Vergangenheit zu vernachlässigen. Vor allem anhand von Personen wie Josef Nadler, Josef Weinheber und Arnolt Bronnen wurden Fragen der moralischen Verantwortung gestellt.
Der Kontakt mit Emigranten wie Erich Fried, Theodor Kramer, Josef Kalmer und Ernst Waldinger wurde gesucht und Texte von ihnen abgedruckt.
Das Erscheinungsbild der Zeitschrift ähnelt dem der Fackel von Karl Kraus, der Vorbild für Otto Basil war. Den Heften ist an ihrem säurehaltigen Papier und der sparsamen Machart die materielle Notlage der direkten Nachkriegszeit anzusehen.